# Recto en verso

"Recto" en "verso" bij een opengeslagen boek

Recto is de voorzijde en verso is de achterzijde van een (beschreven of bedrukt) blad papier, papyrus of perkament. Dit wordt bijvoorbeeld gebruikt bij de beschrijving van oude handschriften of bankbiljetten.

## Een boek

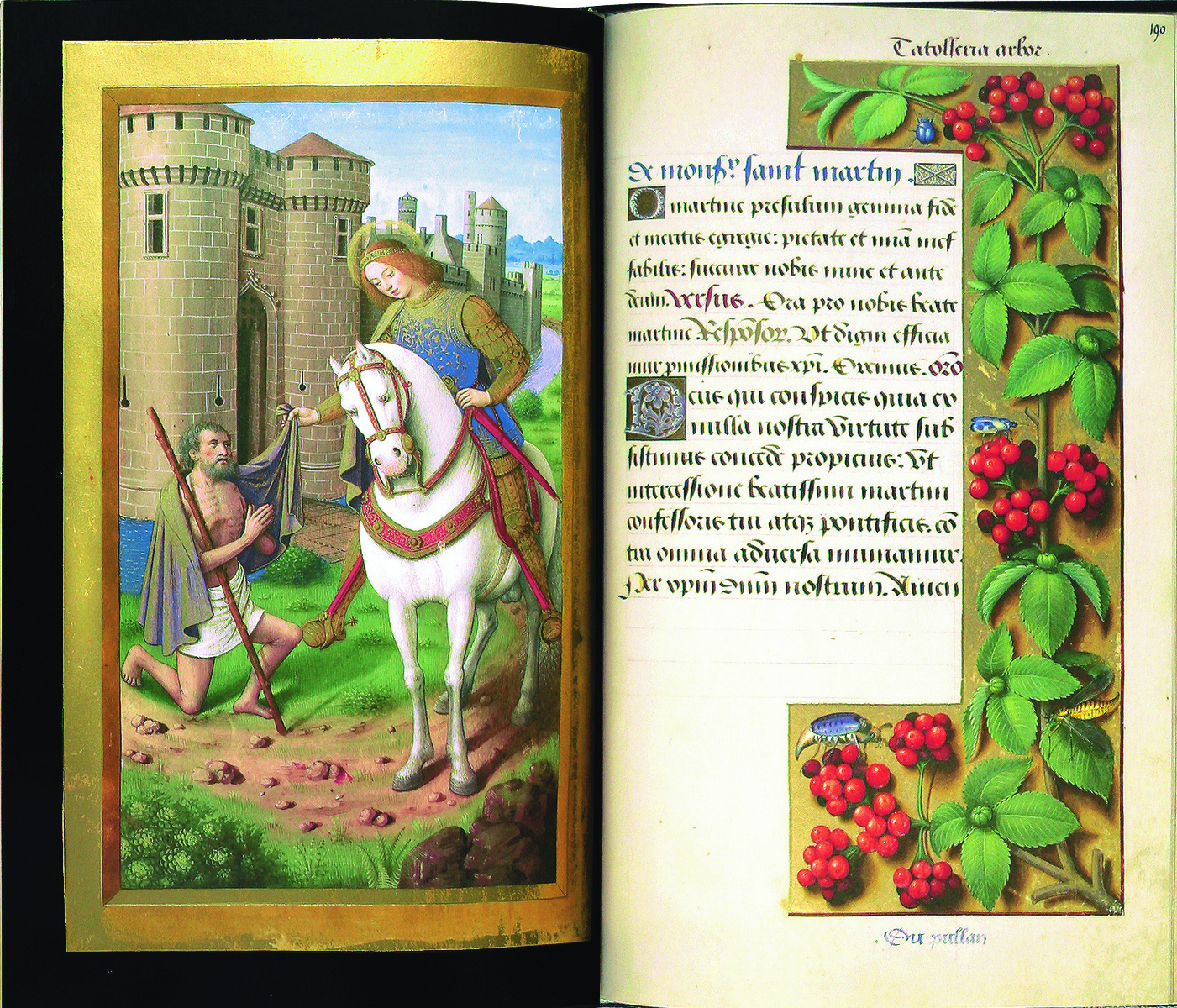
Grote getijden van Anna van Bretagne, f.189v-190r

Tot ongeveer 1600 werden manuscripten en boeken niet per bladzijde maar alleen per blad (folium) genummerd. Vandaar de noodzaak om voorzijde en achterzijde apart te benoemen. Vanaf 1600 werd de nummering per pagina steeds meer gebruikelijk, maar zij verving pas in de negentiende eeuw definitief de nummering per blad.
Als een gesloten boek op de achterkant ligt, dan is recto de voorzijde van de kaft en alle bladzijden die boven liggen; verso is de achterkant van de kaft en alle bladzijden die onder liggen. Bij een open boek is dus de linkerbladzijde verso en de rechter recto.

## Trivia
- In Vlaanderen wordt de term "rectoverso" gebruikt om dubbelzijdig (af)drukken aan te geven.